# Санденс 1990

Офіційний постер кінофестивалю «Санденс» 1990

6-й щорічний кінофестиваль «Санденс» проходив з 19 по 27 січня 1990 року в американському місті Парк-Сіті, штат Юта.

## Переможці
Художній фільм Реджинальда Гадліна «Домашня вечірка» та документальна стрічка Стефані Блек «Робітник з візою категорії H-2» стали тріумфаторами церемонії нагородження, здобувши по 2 нагороди. Примітно, що обидві кінороботи здобули Приз за досконалу операторську роботу.
Загалом, на церемонії нагородження було роздано 12 нагород:
- Ґран-прі журі за драматичний фільм — «Вулиця хамелеонів»
- Ґран-прі журі за документальний фільм — «Робітник з візою категорії H-2» і «Вода та енергія»
- Приз за досконалу операторську роботу в документальному фільмі — «Робітник з візою категорії H-2»
- Приз за досконалу операторську роботу в драматичному фільмі — «Домашня вечірка»
- Трофей кінематографістів за драматичний фільм — «Домашня вечірка»
- Трофей кінематографістів за документальний фільм — «Метаморфоза: чоловік — у жінку»
- Приз глядацьких симпатій за драматичний фільм — «Старий друг»
- Приз глядацьких симпатій за документальний фільм — «Берклі у шістдесятих»
- Спеціальне визнання журі — «Заснути у гніві» і «Самсара: смерть і відродження в Камбоджі»

## Журі

### Члени журі програми драматичних фільмів
- Стівен Содерберґ
- Елфрі Вудард
- Кетрін Біґелоу
- Армонд Вайт
- Морґан Фішер

### Члени журі програми документальних фільмів
- Сусан Фромке
- Крістін Хлой
- Майкл Ренов
- Едвард Лахман
- Орландо Беґвелл

## Цікаві факти
- Це єдиний раз, коли кінофорум носив назву "Кінофестиваль Сполучених Штатів Америки «Санденс»" (до цього захід називався "Кінофестиваль Сполучених Штатів Америки"), у наступному 1991 році він став офіційно називатися кінофестивалем «Санденс»[8].
- У 2008 році Національною радою США зі збереження фільмів кінострічку «Вода та енергія» було внесено до Національного реєстру фільмів[9].
- Троє з десяти членів журі згодом знову мали честь оцінювати фільми тих самих програм кінофестивалю: у 1998 році — Елфрі Вудард[10] і Крістін Хлой[11], а в 2003 році — Сусан Фромке[12]. Окрім того, фільм останньої здобув у 1991 році Приз за досконалу операторську роботу в документальному фільмі[13].